# ادکس
سایت اِدِکْس (به انگلیسی: edX) یک دوره آموزشی آنلاین است که توسط دو دانشگاه بزرگ و مطرح جهانی «هاروارد» و «ام آی تی» برای گسترش دانش بشری در کل جهان در سال ۲۰۱۲ پایه‌گذاری گردید.
این سایت این شعار را سرلوحه کار خود قرار داده‌است:
«آینده تحصیلات آنلاین؛ برای همه، همه‌جا و در همه وقت».

## فعالیت‌ها
سایت ادکس دارای درسهایی از بهترین استادان بهترین دانشگاه‌های جهان است. این درس‌ها در زمینه‌های تکنولوژی، برق، هنر، موسیقی، شیمی، زیست‌شناسی، ادبیات و غیره هستند.
هر درس معمولاً دارای ویدئوهای جلسهٔ درس به همراه زیرنویس و ابزارهای آنلاین دیگر شامل آزمایشگاه مجازی، پرسش پاسخ با همکلاسی‌ها و استادان دوره هستند. امتحانات هم به صورت آنلاین گرفته می‌شود و با تمام کردن هر درس مدرک تأیید شده به دانش‌پذیر آن دوره تعلق می‌گیرد.